# ASAP Rocky/Auszeichnungen für Musikverkäufe

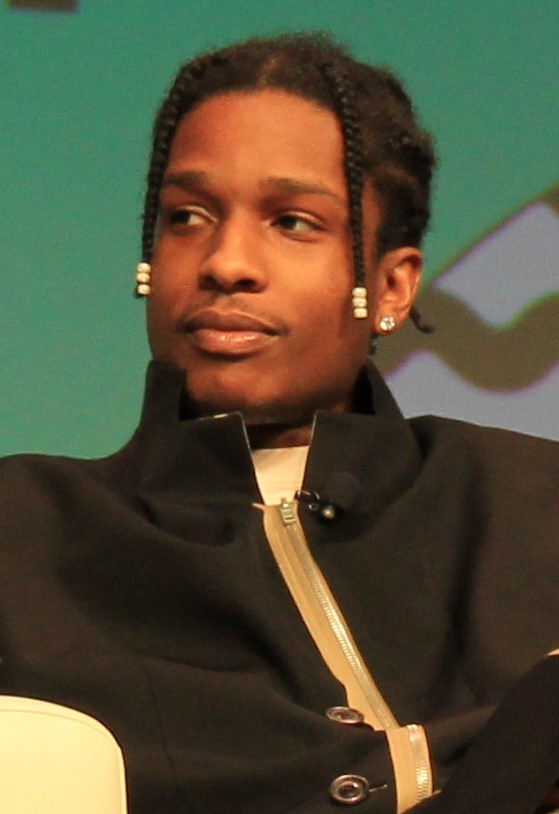
A$AP Rocky (2019)

Dies ist eine Übersicht über die Auszeichnungen für Musikverkäufe des US-amerikanischen Rappers A$AP Rocky. Die Auszeichnungen finden sich nach ihrer Art (Gold, Platin usw.), nach Staaten getrennt in chronologischer Reihenfolge, geordnet sowie nach den Tonträgern selbst, ebenfalls in chronologischer Reihenfolge, getrennt nach Medium (Alben, Singles usw.), wieder.

## Auszeichnungen
| - Vereinigtes Königreich - 2017: für die Single Wild for the Night - 2021: für die Single Pick It Up - 2022: für die Single A$AP Forever - 2022: für das Album Testing - 2022: für die Single Goldie - 2023: für die Single Fashion Killa - 2023: für die Single Who Dat Boy - 2024: für die Single Potato Salad - 2024: für das Lied I Smoked Away My Brain - 2025: für das Lied Am I Dreaming - Australien - 2019: für die Single RAF - 2019: für das Album At.Long.Last.A$AP - 2019: für das Album Long. Live. ASAP - 2019: für die Single Sundress - 2019: für die Single Who Dat Boy - 2019: für die Single Shabba - 2023: für die Single Summer Bummer - Brasilien - 2023: für das Album Testing - 2024: für das Lied Am I Dreaming - Dänemark - 2020: für die Single L$d - 2022: für die Single No Limit - 2024: für die Single Fashion Killa - Deutschland - 2018: für die Single Fuckin’ Problems - 2018: für die Single Good For You - 2019: für die Single Lovesick - 2022: für die Single Praise The Lord (Da Shine) - 2022: für die Single Everyday - 2023: für die Single No Limit - Frankreich - 2024: für das Album Testing - 2024: für die Single Sundress - 2025: für das Lied Am I Dreaming - Italien - 2021: für die Single Fuckin’ Problems - 2021: für die Single Everyday - 2024: für die Single Sundress - Kanada - 2017: für das Album Long. Live. ASAP - 2019: für das Album Testing - 2019: für die Single Electric Body - 2019: für das Lied Canal St - 2020: für die Single Babushka Boi - 2020: für das Lied Fukk Sleep - 2022: für die Single Peso - Mexiko - 2016: für die Single Good For You - Neuseeland - 2017: für die Single L$d - 2018: für die Single Lord Pretty Flacko Jodye 2 (LPFJ2) - 2019: für die Single Goldie - 2019: für die Single Who Dat Boy - Österreich - 2024: für die Single Good For You - 2025: für das Lied I Smoked Away My Brain - Polen - 2022: für die Single L$d - 2023: für die Single No Limit - 2023: für die Single A$AP Forever - 2023: für die Single Lovesick - 2024: für das Lied Am I Dreaming - 2024: für die Single Babushka Boi - 2024: für die Single Lord Pretty Flacko Jodye 2 (LPFJ2) - 2024: für die Single Praise The Lord (Da Shine) (Durdenhauer Edit) - Portugal - 2022: für die Single Sundress - 2022: für die Single L$d - 2022: für das Lied Fukk Sleep - 2022: für die Single Good For You - Schweden - 2013: für die Single Fuckin’ Problems - 2015: für das Album Long.Live.A$AP - 2018: für die Single Praise The Lord (Da Shine) - Schweiz - 2018: für die Single Praise The Lord (Da Shine) - Spanien - 2015: für die Single Good For You - Vereinigte Staaten - 2018: für die Single Long. Live. ASAP - 2018: für die Single Canal St. - 2018: für die Single 1 Train - 2018: für die Single Lovesick - 2019: für die Single New Choppa - 2019: für das Lied PMW (All I Really Need) - 2019: für das Lied M’$ - 2019: für die Single Purple Swag - 2019: für das Album Testing - 2019: für die Single Hands on the Wheel - 2020: für die Single Babushka Boi - 2020: für das Lied Phoenix - 2020: für die Single Bad Company - 2020: für das Lied Fukk Sleep - 2020: für die Single Multiply - 2020: für die Single Telephone Calls - 2020: für die Single Hella Hoes - 2020: für die Single Crazy Brazy - 2021: für die Single Summer Bummer - 2022: für das Lied Frat Rules - 2023: für das Lied Purity - 2023: für das Lied Ghetto Symphony - 2023: für das Lied Angels - 2023: für das Lied LVL - 2024: für das Lied T.D - 2025: für das Lied Outside All Night - 2025: für das Lied Fine Whine - Vereinigtes Königreich - 2018: für das Album Long. Live. ASAP - 2021: für die Single No Limit - 2023: für das Album At.Long.Last.A$AP - 2025: für die Single L$d | - Australien - 2018: für die Single No Limit - 2018: für die Single Wild for the Night - 2018: für die Single Everyday - 2018: für die Single L$D - 2019: für die Single A$AP Forever - 2024: für das Lied Am I Dreaming - Brasilien - 2024: für das Lied Runnin - Dänemark - 2013: für das Streaming Fuckin’ Problems - 2014: für das Streaming Wild for the Night - 2019: für die Single Lovesick - 2019: für das Album Long.Live.A$AP - 2020: für das Album At.Long.Last.A$AP - 2021: für das Album Testing - 2022: für die Single Everyday - 2025: für die Single Sundress - Ecuador - 2016: für die Single Good for You - Italien - 2016: für die Single Good For You - 2023: für die Single Praise The Lord (Da Shine) - Kanada - 2013: für die Single Fuckin’ Problems - 2016: für die Single Wild For The Night - 2018: für die Single Lovesick - 2019: für das Album Long.Live.A$AP - 2019: für die Single L$D - 2019: für die Single A$AP Forever - 2019: für die Single Lord Pretty Flacko Jodye 2 (LPFJ2) - 2019: für die Single Shabba - 2020: für die Single Who Dat Boy - Neuseeland - 2015: für die Single Good For You - 2019: für die Single Pick It Up - 2022: für die Single A$AP Forever - 2023: für die Single Shabba - 2023: für die Single Hands on the Wheel - 2024: für die Single Potato Salad - Polen - 2023: für die Single Everyday - 2024: für das Lied Fukk Sleep - 2024: für die Single Sundress - 2024: für das Lied I Smoked Away My Brain - 2024: für das Album At.Long.Last.A$AP - Schweiz - 2018: für die Single No Limit - Spanien - 2025: für die Single Praise The Lord (Da Shine) - Vereinigte Staaten - 2018: für die Single Pick It Up - 2019: für die Single A$AP Forever - 2020: für die Single Fashion Killa - 2020: für die Single RAF - 2022: für die Single Electric Body - 2023: für die Single Peso - 2023: für die Single Sundress - 2023: für das Lied Canal St. - 2023: für die Single Potato Salad - 2024: für das Lied I Smoked Away My Brain - 2025: für das Lied Jukebox Joints - 2025: für das Lied Excuse Me - Vereinigtes Königreich - 2020: für die Single Fuckin’ Problems - 2021: für die Single Lovesick - 2021: für die Single Good For You - 2022: für die Single Everyday - 2025: für die Single Sundress | - Australien - 2017: für die Single Lovesick - Dänemark - 2023: für die Single Praise The Lord (Da Shine) - 2024: für die Single Good For You - Kanada - 2016: für die Single Good for You - 2019: für die Single Everyday - Neuseeland - 2022: für die Single Wild for the Night - 2024: für die Single Sundress - 2024: für das Album Testing - 2024: für das Album At.Long.Last.A$AP - Polen - 2021: für die Single Good For You - 2024: für das Album Testing - 2024: für das Album Long.Live.A$AP - Portugal - 2022: für die Single Praise The Lord (Da Shine) - 2022: für die Single Everyday - Schweden - 2016: für die Single Good For You - Vereinigte Staaten - 2018: für die Single Wild for the Night - 2019: für das Album Long. Live. ASAP - 2021: für die Single Shabba - 2023: für die Single Goldie - 2025: für das Album At.Long.Last.A$AP - 2025: für die Single Who Dat Boy - Vereinigtes Königreich - 2023: für die Single Praise The Lord (Da Shine) - Australien - 2019: für die Single Fuckin’ Problems - 2019: für die Single Praise The Lord (Da Shine) - Griechenland - 2024: für die Single Praise The Lord (Da Shine) - Kanada - 2019: für die Single Praise The Lord (Da Shine) - Neuseeland - 2023: für die Single No Limit - 2024: für das Album Long.Live.A$AP - 2024: für die Single Everyday - 2025: für die Single Fashion Killa - Norwegen - 2021: für die Single Good For You - Vereinigte Staaten - 2016: für die Single Good For You - 2021: für die Single Work (Remix) - 2025: für die Single Everyday - 2025: für die Single Lord Pretty Flacko Jodye 2 (LPFJ2) - Kanada - 2019: für die Single No Limit - Neuseeland - 2025: für die Single Fuckin’ Problems - Polen - 2024: für die Single Praise The Lord (Da Shine) - Vereinigte Staaten - 2023: für die Single Praise The Lord (Da Shine) - 2025: für die Single L$D - Australien - 2024: für die Single Good for You - Neuseeland - 2024: für die Single Lovesick - Neuseeland - 2024: für die Single Praise The Lord (Da Shine) - Vereinigte Staaten - 2021: für die Single No Limit - Vereinigte Staaten - 2023: für die Single Fuckin’ Problems - Brasilien - 2024: für die Single Good for You - Frankreich - 2022: für die Single Praise The Lord (Da Shine) |

## Auszeichnungen nach Alben

### Long.Live.A$AP
| Land/Region                  | Auszeichnungen für Musikverkäufe (Land/Region, Auszeichnung, Verkäufe) | Verkäufe  |
| ---------------------------- | ---------------------------------------------------------------------- | --------- |
| Australien (ARIA)            | Gold                                                                   | 35.000    |
| Dänemark (IFPI)              | Platin                                                                 | 20.000    |
| Kanada (MC)                  | Gold                                                                   | 40.000    |
| Neuseeland (RMNZ)            | 3× Platin                                                              | 45.000    |
| Polen (ZPAV)                 | 2× Platin                                                              | 40.000    |
| Schweden (IFPI)              | Gold                                                                   | 20.000    |
| Vereinigte Staaten (RIAA)    | 2× Platin                                                              | 2.000.000 |
| Vereinigtes Königreich (BPI) | Gold                                                                   | 100.000   |
| Insgesamt                    | 4× Gold · 8× Platin ·                                                  | 2.300.000 |

### At.Long.Last.A$AP
| Land/Region                  | Auszeichnungen für Musikverkäufe (Land/Region, Auszeichnung, Verkäufe) | Verkäufe  |
| ---------------------------- | ---------------------------------------------------------------------- | --------- |
| Australien (ARIA)            | Gold                                                                   | 35.000    |
| Dänemark (IFPI)              | Platin                                                                 | 20.000    |
| Kanada (MC)                  | Platin                                                                 | 80.000    |
| Neuseeland (RMNZ)            | 2× Platin                                                              | 30.000    |
| Polen (ZPAV)                 | Platin                                                                 | 20.000    |
| Vereinigte Staaten (RIAA)    | 2× Platin                                                              | 2.000.000 |
| Vereinigtes Königreich (BPI) | Gold                                                                   | 100.000   |
| Insgesamt                    | 2× Gold · 7× Platin ·                                                  | 2.285.000 |

### Testing
| Land/Region                  | Auszeichnungen für Musikverkäufe (Land/Region, Auszeichnung, Verkäufe) | Verkäufe |
| ---------------------------- | ---------------------------------------------------------------------- | -------- |
| Brasilien (PMB)              | Gold                                                                   | 20.000   |
| Dänemark (IFPI)              | Platin                                                                 | 20.000   |
| Frankreich (SNEP)            | Gold                                                                   | 50.000   |
| Kanada (MC)                  | Gold                                                                   | 40.000   |
| Neuseeland (RMNZ)            | 2× Platin                                                              | 30.000   |
| Polen (ZPAV)                 | 2× Platin                                                              | 40.000   |
| Vereinigte Staaten (RIAA)    | Gold                                                                   | 500.000  |
| Vereinigtes Königreich (BPI) | Silber                                                                 | 60.000   |
| Insgesamt                    | 1× Silber · 4× Gold · 5× Platin ·                                      | 760.000  |

## Auszeichnungen nach Singles

### Peso
| Land/Region               | Auszeichnungen für Musikverkäufe (Land/Region, Auszeichnung, Verkäufe) | Verkäufe  |
| ------------------------- | ---------------------------------------------------------------------- | --------- |
| Kanada (MC)               | Gold                                                                   | 40.000    |
| Vereinigte Staaten (RIAA) | Platin                                                                 | 1.000.000 |
| Insgesamt                 | 1× Gold · 1× Platin ·                                                  | 1.040.000 |

### Purple Swag
| Land/Region               | Auszeichnungen für Musikverkäufe (Land/Region, Auszeichnung, Verkäufe) | Verkäufe |
| ------------------------- | ---------------------------------------------------------------------- | -------- |
| Vereinigte Staaten (RIAA) | Gold                                                                   | 500.000  |
| Insgesamt                 | 1× Gold ·                                                              | 500.000  |

### Hands on the Wheel
| Land/Region               | Auszeichnungen für Musikverkäufe (Land/Region, Auszeichnung, Verkäufe) | Verkäufe |
| ------------------------- | ---------------------------------------------------------------------- | -------- |
| Neuseeland (RMNZ)         | Platin                                                                 | 30.000   |
| Vereinigte Staaten (RIAA) | Gold                                                                   | 500.000  |
| Insgesamt                 | 1× Gold · 1× Platin ·                                                  | 530.000  |

### Goldie
| Land/Region                  | Auszeichnungen für Musikverkäufe (Land/Region, Auszeichnung, Verkäufe) | Verkäufe  |
| ---------------------------- | ---------------------------------------------------------------------- | --------- |
| Neuseeland (RMNZ)            | Gold                                                                   | 15.000    |
| Vereinigte Staaten (RIAA)    | 2× Platin                                                              | 2.000.000 |
| Vereinigtes Königreich (BPI) | Silber                                                                 | 200.000   |
| Insgesamt                    | 1× Silber · 1× Gold · 2× Platin ·                                      | 2.215.000 |

### Fuckin’ Problems
| Land/Region                  | Auszeichnungen für Musikverkäufe (Land/Region, Auszeichnung, Verkäufe) | Verkäufe  |
| ---------------------------- | ---------------------------------------------------------------------- | --------- |
| Australien (ARIA)            | 3× Platin                                                              | 210.000   |
| Deutschland (BVMI)           | Gold                                                                   | 150.000   |
| Italien (FIMI)               | Gold                                                                   | 35.000    |
| Kanada (MC)                  | Platin                                                                 | 80.000    |
| Neuseeland (RMNZ)            | 4× Platin                                                              | 120.000   |
| Schweden (IFPI)              | Gold                                                                   | 20.000    |
| Vereinigte Staaten (RIAA)    | 8× Platin                                                              | 8.000.000 |
| Vereinigtes Königreich (BPI) | Platin                                                                 | 600.000   |
| Insgesamt                    | 3× Gold · 17× Platin ·                                                 | 9.215.000 |

### Wild for the Night
| Land/Region                  | Auszeichnungen für Musikverkäufe (Land/Region, Auszeichnung, Verkäufe) | Verkäufe  |
| ---------------------------- | ---------------------------------------------------------------------- | --------- |
| Australien (ARIA)            | Platin                                                                 | 70.000    |
| Kanada (MC)                  | Platin                                                                 | 80.000    |
| Neuseeland (RMNZ)            | 2× Platin                                                              | 60.000    |
| Vereinigte Staaten (RIAA)    | 2× Platin                                                              | 2.000.000 |
| Vereinigtes Königreich (BPI) | Silber                                                                 | 200.000   |
| Insgesamt                    | 1× Silber · 6× Platin ·                                                | 2.410.000 |

### Work (Remix)
| Land/Region               | Auszeichnungen für Musikverkäufe (Land/Region, Auszeichnung, Verkäufe) | Verkäufe  |
| ------------------------- | ---------------------------------------------------------------------- | --------- |
| Vereinigte Staaten (RIAA) | 3× Platin                                                              | 3.000.000 |
| Insgesamt                 | 3× Platin ·                                                            | 3.000.000 |

### Long Live ASAP
| Land/Region               | Auszeichnungen für Musikverkäufe (Land/Region, Auszeichnung, Verkäufe) | Verkäufe |
| ------------------------- | ---------------------------------------------------------------------- | -------- |
| Vereinigte Staaten (RIAA) | Gold                                                                   | 500.000  |
| Insgesamt                 | 1× Gold ·                                                              | 500.000  |

### 1 Train
| Land/Region               | Auszeichnungen für Musikverkäufe (Land/Region, Auszeichnung, Verkäufe) | Verkäufe |
| ------------------------- | ---------------------------------------------------------------------- | -------- |
| Vereinigte Staaten (RIAA) | Gold                                                                   | 500.000  |
| Insgesamt                 | 1× Gold ·                                                              | 500.000  |

### Work (Remix)
| Land/Region               | Auszeichnungen für Musikverkäufe (Land/Region, Auszeichnung, Verkäufe) | Verkäufe  |
| ------------------------- | ---------------------------------------------------------------------- | --------- |
| Vereinigte Staaten (RIAA) | Platin                                                                 | 1.000.000 |
| Insgesamt                 | 1× Platin ·                                                            | 1.000.000 |

### Shabba
| Land/Region               | Auszeichnungen für Musikverkäufe (Land/Region, Auszeichnung, Verkäufe) | Verkäufe  |
| ------------------------- | ---------------------------------------------------------------------- | --------- |
| Australien (ARIA)         | Gold                                                                   | 35.000    |
| Kanada (MC)               | Platin                                                                 | 80.000    |
| Neuseeland (RMNZ)         | Platin                                                                 | 30.000    |
| Vereinigte Staaten (RIAA) | 2× Platin                                                              | 2.000.000 |
| Insgesamt                 | 1× Gold · 4× Platin ·                                                  | 2.145.000 |

### Fashion Killa
| Land/Region                  | Auszeichnungen für Musikverkäufe (Land/Region, Auszeichnung, Verkäufe) | Verkäufe  |
| ---------------------------- | ---------------------------------------------------------------------- | --------- |
| Dänemark (IFPI)              | Gold                                                                   | 45.000    |
| Neuseeland (RMNZ)            | 3× Platin                                                              | 90.000    |
| Vereinigte Staaten (RIAA)    | Platin                                                                 | 1.000.000 |
| Vereinigtes Königreich (BPI) | Silber                                                                 | 200.000   |
| Insgesamt                    | 1× Silber · 1× Gold · 4× Platin ·                                      | 1.335.000 |

### Hella Hoes
| Land/Region               | Auszeichnungen für Musikverkäufe (Land/Region, Auszeichnung, Verkäufe) | Verkäufe |
| ------------------------- | ---------------------------------------------------------------------- | -------- |
| Vereinigte Staaten (RIAA) | Gold                                                                   | 500.000  |
| Insgesamt                 | 1× Gold ·                                                              | 500.000  |

### Multiply
| Land/Region               | Auszeichnungen für Musikverkäufe (Land/Region, Auszeichnung, Verkäufe) | Verkäufe |
| ------------------------- | ---------------------------------------------------------------------- | -------- |
| Vereinigte Staaten (RIAA) | Gold                                                                   | 500.000  |
| Insgesamt                 | 1× Gold ·                                                              | 500.000  |

### Lord Pretty Flacko Jodye 2 (LPFJ2)
| Land/Region               | Auszeichnungen für Musikverkäufe (Land/Region, Auszeichnung, Verkäufe) | Verkäufe  |
| ------------------------- | ---------------------------------------------------------------------- | --------- |
| Kanada (MC)               | Gold                                                                   | 40.000    |
| Neuseeland (RMNZ)         | Gold                                                                   | 15.000    |
| Polen (ZPAV)              | Gold                                                                   | 25.000    |
| Vereinigte Staaten (RIAA) | 3× Platin                                                              | 3.000.000 |
| Insgesamt                 | 3× Gold · 3× Platin ·                                                  | 3.080.000 |

### Everyday
| Land/Region                  | Auszeichnungen für Musikverkäufe (Land/Region, Auszeichnung, Verkäufe) | Verkäufe  |
| ---------------------------- | ---------------------------------------------------------------------- | --------- |
| Australien (ARIA)            | Platin                                                                 | 70.000    |
| Dänemark (IFPI)              | Platin                                                                 | 90.000    |
| Deutschland (BVMI)           | Gold                                                                   | 200.000   |
| Italien (FIMI)               | Gold                                                                   | 35.000    |
| Kanada (MC)                  | 2× Platin                                                              | 160.000   |
| Neuseeland (RMNZ)            | 3× Platin                                                              | 90.000    |
| Polen (ZPAV)                 | Platin                                                                 | 50.000    |
| Portugal (AFP)               | 2× Platin                                                              | 20.000    |
| Vereinigte Staaten (RIAA)    | 3× Platin                                                              | 3.000.000 |
| Vereinigtes Königreich (BPI) | Platin                                                                 | 600.000   |
| Insgesamt                    | 2× Gold · 14× Platin ·                                                 | 4.315.000 |

### L$D
| Land/Region                  | Auszeichnungen für Musikverkäufe (Land/Region, Auszeichnung, Verkäufe) | Verkäufe  |
| ---------------------------- | ---------------------------------------------------------------------- | --------- |
| Australien (ARIA)            | Platin                                                                 | 70.000    |
| Dänemark (IFPI)              | Gold                                                                   | 45.000    |
| Kanada (MC)                  | Platin                                                                 | 80.000    |
| Neuseeland (RMNZ)            | Gold                                                                   | 15.000    |
| Polen (ZPAV)                 | Gold                                                                   | 25.000    |
| Portugal (AFP)               | Gold                                                                   | 5.000     |
| Vereinigte Staaten (RIAA)    | 4× Platin                                                              | 4.000.000 |
| Vereinigtes Königreich (BPI) | Gold                                                                   | 400.000   |
| Insgesamt                    | 5× Gold · 6× Platin ·                                                  | 4.640.000 |

### Canal St.
| Land/Region               | Auszeichnungen für Musikverkäufe (Land/Region, Auszeichnung, Verkäufe) | Verkäufe |
| ------------------------- | ---------------------------------------------------------------------- | -------- |
| Kanada (MC)               | Gold                                                                   | 40.000   |
| Vereinigte Staaten (RIAA) | Gold                                                                   | 500.000  |
| Insgesamt                 | 2× Gold ·                                                              | 540.000  |

### Good For You
| Land/Region                  | Auszeichnungen für Musikverkäufe (Land/Region, Auszeichnung, Verkäufe) | Verkäufe  |
| ---------------------------- | ---------------------------------------------------------------------- | --------- |
| Australien (ARIA)            | 5× Platin                                                              | 350.000   |
| Brasilien (PMB)              | Diamant                                                                | 250.000   |
| Dänemark (IFPI)              | 2× Platin                                                              | 180.000   |
| Deutschland (BVMI)           | Gold                                                                   | 200.000   |
| Ecuador (SOPROFON)           | Platin                                                                 | 6.000     |
| Italien (FIMI)               | Platin                                                                 | 50.000    |
| Kanada (MC)                  | 2× Platin                                                              | 160.000   |
| Mexiko (AMPROFON)            | Gold                                                                   | 30.000    |
| Neuseeland (RMNZ)            | Platin                                                                 | 15.000    |
| Norwegen (IFPI)              | 3× Platin                                                              | 180.000   |
| Österreich (IFPI)            | Gold                                                                   | 15.000    |
| Polen (ZPAV)                 | 2× Platin                                                              | 100.000   |
| Portugal (AFP)               | Gold                                                                   | 5.000     |
| Schweden (IFPI)              | 2× Platin                                                              | 80.000    |
| Spanien (Promusicae)         | Gold                                                                   | 20.000    |
| Vereinigte Staaten (RIAA)    | 3× Platin                                                              | 3.000.000 |
| Vereinigtes Königreich (BPI) | Platin                                                                 | 600.000   |
| Insgesamt                    | 5× Gold · 23× Platin · 1× Diamant ·                                    | 5.241.000 |

### Electric Body
| Land/Region               | Auszeichnungen für Musikverkäufe (Land/Region, Auszeichnung, Verkäufe) | Verkäufe  |
| ------------------------- | ---------------------------------------------------------------------- | --------- |
| Kanada (MC)               | Gold                                                                   | 40.000    |
| Vereinigte Staaten (RIAA) | Platin                                                                 | 1.000.000 |
| Insgesamt                 | 1× Gold · 1× Platin ·                                                  | 1.040.000 |

### Lovesick
| Land/Region                  | Auszeichnungen für Musikverkäufe (Land/Region, Auszeichnung, Verkäufe) | Verkäufe  |
| ---------------------------- | ---------------------------------------------------------------------- | --------- |
| Australien (ARIA)            | 2× Platin                                                              | 140.000   |
| Dänemark (IFPI)              | Platin                                                                 | 90.000    |
| Deutschland (BVMI)           | Gold                                                                   | 200.000   |
| Kanada (MC)                  | Platin                                                                 | 80.000    |
| Neuseeland (RMNZ)            | 5× Platin                                                              | 150.000   |
| Polen (ZPAV)                 | Gold                                                                   | 25.000    |
| Vereinigte Staaten (RIAA)    | Gold                                                                   | 500.000   |
| Vereinigtes Königreich (BPI) | Platin                                                                 | 600.000   |
| Insgesamt                    | 3× Gold · 10× Platin ·                                                 | 1.785.000 |

### Crazy Brazy
| Land/Region               | Auszeichnungen für Musikverkäufe (Land/Region, Auszeichnung, Verkäufe) | Verkäufe |
| ------------------------- | ---------------------------------------------------------------------- | -------- |
| Vereinigte Staaten (RIAA) | Gold                                                                   | 500.000  |
| Insgesamt                 | 1× Gold ·                                                              | 500.000  |

### Telephone Calls
| Land/Region               | Auszeichnungen für Musikverkäufe (Land/Region, Auszeichnung, Verkäufe) | Verkäufe |
| ------------------------- | ---------------------------------------------------------------------- | -------- |
| Vereinigte Staaten (RIAA) | Gold                                                                   | 500.000  |
| Insgesamt                 | 1× Gold ·                                                              | 500.000  |

### RAF
| Land/Region               | Auszeichnungen für Musikverkäufe (Land/Region, Auszeichnung, Verkäufe) | Verkäufe  |
| ------------------------- | ---------------------------------------------------------------------- | --------- |
| Australien (ARIA)         | Gold                                                                   | 35.000    |
| Vereinigte Staaten (RIAA) | Platin                                                                 | 1.000.000 |
| Insgesamt                 | 1× Gold · 1× Platin ·                                                  | 1.035.000 |

### No Limit
| Land/Region                  | Auszeichnungen für Musikverkäufe (Land/Region, Auszeichnung, Verkäufe) | Verkäufe  |
| ---------------------------- | ---------------------------------------------------------------------- | --------- |
| Australien (ARIA)            | Platin                                                                 | 70.000    |
| Dänemark (IFPI)              | Gold                                                                   | 45.000    |
| Deutschland (BVMI)           | Gold                                                                   | 200.000   |
| Kanada (MC)                  | 4× Platin                                                              | 320.000   |
| Neuseeland (RMNZ)            | 3× Platin                                                              | 90.000    |
| Polen (ZPAV)                 | Gold                                                                   | 25.000    |
| Schweiz (IFPI)               | Platin                                                                 | 20.000    |
| Vereinigte Staaten (RIAA)    | 7× Platin                                                              | 7.000.000 |
| Vereinigtes Königreich (BPI) | Gold                                                                   | 400.000   |
| Insgesamt                    | 4× Gold · 16× Platin ·                                                 | 8.170.000 |

### Pick It Up
| Land/Region                  | Auszeichnungen für Musikverkäufe (Land/Region, Auszeichnung, Verkäufe) | Verkäufe  |
| ---------------------------- | ---------------------------------------------------------------------- | --------- |
| Neuseeland (RMNZ)            | Platin                                                                 | 30.000    |
| Vereinigte Staaten (RIAA)    | Platin                                                                 | 1.000.000 |
| Vereinigtes Königreich (BPI) | Silber                                                                 | 200.000   |
| Insgesamt                    | 1× Silber · 2× Platin ·                                                | 1.230.000 |

### New Choppa
| Land/Region               | Auszeichnungen für Musikverkäufe (Land/Region, Auszeichnung, Verkäufe) | Verkäufe |
| ------------------------- | ---------------------------------------------------------------------- | -------- |
| Vereinigte Staaten (RIAA) | Gold                                                                   | 500.000  |
| Insgesamt                 | 1× Gold ·                                                              | 500.000  |

### Bad Company
| Land/Region               | Auszeichnungen für Musikverkäufe (Land/Region, Auszeichnung, Verkäufe) | Verkäufe |
| ------------------------- | ---------------------------------------------------------------------- | -------- |
| Vereinigte Staaten (RIAA) | Gold                                                                   | 500.000  |
| Insgesamt                 | 1× Gold ·                                                              | 500.000  |

### A$AP Forever
| Land/Region                  | Auszeichnungen für Musikverkäufe (Land/Region, Auszeichnung, Verkäufe) | Verkäufe  |
| ---------------------------- | ---------------------------------------------------------------------- | --------- |
| Australien (ARIA)            | Platin                                                                 | 70.000    |
| Kanada (MC)                  | Platin                                                                 | 80.000    |
| Neuseeland (RMNZ)            | Platin                                                                 | 30.000    |
| Polen (ZPAV)                 | Gold                                                                   | 25.000    |
| Vereinigte Staaten (RIAA)    | Platin                                                                 | 1.000.000 |
| Vereinigtes Königreich (BPI) | Silber                                                                 | 200.000   |
| Insgesamt                    | 1× Silber · 1× Gold · 4× Platin ·                                      | 1.405.000 |

### Praise the Lord (Da Shine)
| Land/Region                  | Auszeichnungen für Musikverkäufe (Land/Region, Auszeichnung, Verkäufe) | Verkäufe  |
| ---------------------------- | ---------------------------------------------------------------------- | --------- |
| Australien (ARIA)            | 3× Platin                                                              | 210.000   |
| Dänemark (IFPI)              | 2× Platin                                                              | 180.000   |
| Deutschland (BVMI)           | Gold                                                                   | 200.000   |
| Frankreich (SNEP)            | Diamant                                                                | 333.333   |
| Griechenland (IFPI)          | 3× Platin                                                              | 60.000    |
| Italien (FIMI)               | Platin                                                                 | 100.000   |
| Kanada (MC)                  | 3× Platin                                                              | 240.000   |
| Neuseeland (RMNZ)            | 6× Platin                                                              | 180.000   |
| Polen (ZPAV)                 | 4× Platin · + Gold (Durdenhauer Edit)                                  | 225.000   |
| Portugal (AFP)               | 2× Platin                                                              | 20.000    |
| Schweden (IFPI)              | Gold                                                                   | 20.000    |
| Schweiz (IFPI)               | Gold                                                                   | 15.000    |
| Spanien (Promusicae)         | Platin                                                                 | 60.000    |
| Vereinigte Staaten (RIAA)    | 4× Platin                                                              | 4.000.000 |
| Vereinigtes Königreich (BPI) | 2× Platin                                                              | 1.200.000 |
| Insgesamt                    | 4× Gold · 31× Platin · 1× Diamant ·                                    | 7.043.333 |

### Potato Salad
| Land/Region                  | Auszeichnungen für Musikverkäufe (Land/Region, Auszeichnung, Verkäufe) | Verkäufe  |
| ---------------------------- | ---------------------------------------------------------------------- | --------- |
| Neuseeland (RMNZ)            | Platin                                                                 | 30.000    |
| Vereinigte Staaten (RIAA)    | Platin                                                                 | 1.000.000 |
| Vereinigtes Königreich (BPI) | Silber                                                                 | 200.000   |
| Insgesamt                    | 1× Silber · 2× Platin ·                                                | 1.230.000 |

### Sundress
| Land/Region                  | Auszeichnungen für Musikverkäufe (Land/Region, Auszeichnung, Verkäufe) | Verkäufe  |
| ---------------------------- | ---------------------------------------------------------------------- | --------- |
| Australien (ARIA)            | Gold                                                                   | 35.000    |
| Dänemark (IFPI)              | Platin                                                                 | 90.000    |
| Frankreich (SNEP)            | Gold                                                                   | 100.000   |
| Italien (FIMI)               | Gold                                                                   | 50.000    |
| Neuseeland (RMNZ)            | 2× Platin                                                              | 60.000    |
| Polen (ZPAV)                 | Platin                                                                 | 50.000    |
| Portugal (AFP)               | Gold                                                                   | 5.000     |
| Vereinigte Staaten (RIAA)    | Platin                                                                 | 1.000.000 |
| Vereinigtes Königreich (BPI) | Platin                                                                 | 600.000   |
| Insgesamt                    | 4× Gold · 6× Platin ·                                                  | 1.990.000 |

### Who Dat Boy
| Land/Region                  | Auszeichnungen für Musikverkäufe (Land/Region, Auszeichnung, Verkäufe) | Verkäufe  |
| ---------------------------- | ---------------------------------------------------------------------- | --------- |
| Australien (ARIA)            | Gold                                                                   | 35.000    |
| Kanada (MC)                  | Platin                                                                 | 80.000    |
| Neuseeland (RMNZ)            | Gold                                                                   | 15.000    |
| Vereinigte Staaten (RIAA)    | 2× Platin                                                              | 2.000.000 |
| Vereinigtes Königreich (BPI) | Silber                                                                 | 200.000   |
| Insgesamt                    | 1× Silber · 2× Gold · 3× Platin ·                                      | 2.330.000 |

### Summer Bummer
| Land/Region               | Auszeichnungen für Musikverkäufe (Land/Region, Auszeichnung, Verkäufe) | Verkäufe |
| ------------------------- | ---------------------------------------------------------------------- | -------- |
| Australien (ARIA)         | Gold                                                                   | 35.000   |
| Vereinigte Staaten (RIAA) | Gold                                                                   | 500.000  |
| Insgesamt                 | 2× Gold ·                                                              | 535.000  |

### Babushka Boi
| Land/Region               | Auszeichnungen für Musikverkäufe (Land/Region, Auszeichnung, Verkäufe) | Verkäufe |
| ------------------------- | ---------------------------------------------------------------------- | -------- |
| Kanada (MC)               | Gold                                                                   | 40.000   |
| Polen (ZPAV)              | Gold                                                                   | 25.000   |
| Vereinigte Staaten (RIAA) | Gold                                                                   | 500.000  |
| Insgesamt                 | 3× Gold ·                                                              | 565.000  |

## Auszeichnungen nach Liedern

### PMW (All I Really Need)
| Land/Region               | Auszeichnungen für Musikverkäufe (Land/Region, Auszeichnung, Verkäufe) | Verkäufe |
| ------------------------- | ---------------------------------------------------------------------- | -------- |
| Vereinigte Staaten (RIAA) | Gold                                                                   | 500.000  |
| Insgesamt                 | 1× Gold ·                                                              | 500.000  |

### Ghetto Symphony
| Land/Region               | Auszeichnungen für Musikverkäufe (Land/Region, Auszeichnung, Verkäufe) | Verkäufe |
| ------------------------- | ---------------------------------------------------------------------- | -------- |
| Vereinigte Staaten (RIAA) | Gold                                                                   | 500.000  |
| Insgesamt                 | 1× Gold ·                                                              | 500.000  |

### LVL
| Land/Region               | Auszeichnungen für Musikverkäufe (Land/Region, Auszeichnung, Verkäufe) | Verkäufe |
| ------------------------- | ---------------------------------------------------------------------- | -------- |
| Vereinigte Staaten (RIAA) | Gold                                                                   | 500.000  |
| Insgesamt                 | 1× Gold ·                                                              | 500.000  |

### Angels
| Land/Region               | Auszeichnungen für Musikverkäufe (Land/Region, Auszeichnung, Verkäufe) | Verkäufe |
| ------------------------- | ---------------------------------------------------------------------- | -------- |
| Vereinigte Staaten (RIAA) | Gold                                                                   | 500.000  |
| Insgesamt                 | 1× Gold ·                                                              | 500.000  |

### Phoenix
| Land/Region               | Auszeichnungen für Musikverkäufe (Land/Region, Auszeichnung, Verkäufe) | Verkäufe |
| ------------------------- | ---------------------------------------------------------------------- | -------- |
| Vereinigte Staaten (RIAA) | Gold                                                                   | 500.000  |
| Insgesamt                 | 1× Gold ·                                                              | 500.000  |

### Excuse Me
| Land/Region               | Auszeichnungen für Musikverkäufe (Land/Region, Auszeichnung, Verkäufe) | Verkäufe  |
| ------------------------- | ---------------------------------------------------------------------- | --------- |
| Vereinigte Staaten (RIAA) | Platin                                                                 | 1.000.000 |
| Insgesamt                 | 1× Platin ·                                                            | 1.000.000 |

### M’$
| Land/Region               | Auszeichnungen für Musikverkäufe (Land/Region, Auszeichnung, Verkäufe) | Verkäufe |
| ------------------------- | ---------------------------------------------------------------------- | -------- |
| Vereinigte Staaten (RIAA) | Gold                                                                   | 500.000  |
| Insgesamt                 | 1× Gold ·                                                              | 500.000  |

### Jukebox Joints
| Land/Region               | Auszeichnungen für Musikverkäufe (Land/Region, Auszeichnung, Verkäufe) | Verkäufe  |
| ------------------------- | ---------------------------------------------------------------------- | --------- |
| Vereinigte Staaten (RIAA) | Platin                                                                 | 1.000.000 |
| Insgesamt                 | 1× Platin ·                                                            | 1.000.000 |

### Canal St.
| Land/Region               | Auszeichnungen für Musikverkäufe (Land/Region, Auszeichnung, Verkäufe) | Verkäufe  |
| ------------------------- | ---------------------------------------------------------------------- | --------- |
| Vereinigte Staaten (RIAA) | Platin                                                                 | 1.000.000 |
| Insgesamt                 | 1× Platin ·                                                            | 1.000.000 |

### Fine Whine
| Land/Region               | Auszeichnungen für Musikverkäufe (Land/Region, Auszeichnung, Verkäufe) | Verkäufe |
| ------------------------- | ---------------------------------------------------------------------- | -------- |
| Vereinigte Staaten (RIAA) | Gold                                                                   | 500.000  |
| Insgesamt                 | 1× Gold ·                                                              | 500.000  |

### Frat Rules
| Land/Region               | Auszeichnungen für Musikverkäufe (Land/Region, Auszeichnung, Verkäufe) | Verkäufe |
| ------------------------- | ---------------------------------------------------------------------- | -------- |
| Vereinigte Staaten (RIAA) | Gold                                                                   | 500.000  |
| Insgesamt                 | 1× Gold ·                                                              | 500.000  |

### Fukk Sleep
| Land/Region               | Auszeichnungen für Musikverkäufe (Land/Region, Auszeichnung, Verkäufe) | Verkäufe |
| ------------------------- | ---------------------------------------------------------------------- | -------- |
| Kanada (MC)               | Gold                                                                   | 40.000   |
| Polen (ZPAV)              | Platin                                                                 | 50.000   |
| Portugal (AFP)            | Gold                                                                   | 5.000    |
| Vereinigte Staaten (RIAA) | Gold                                                                   | 500.000  |
| Insgesamt                 | 3× Gold · 1× Platin ·                                                  | 595.000  |

### Purity
| Land/Region               | Auszeichnungen für Musikverkäufe (Land/Region, Auszeichnung, Verkäufe) | Verkäufe |
| ------------------------- | ---------------------------------------------------------------------- | -------- |
| Vereinigte Staaten (RIAA) | Gold                                                                   | 500.000  |
| Insgesamt                 | 1× Gold ·                                                              | 500.000  |

### Runnin
| Land/Region     | Auszeichnungen für Musikverkäufe (Land/Region, Auszeichnung, Verkäufe) | Verkäufe |
| --------------- | ---------------------------------------------------------------------- | -------- |
| Brasilien (PMB) | Platin                                                                 | 40.000   |
| Insgesamt       | 1× Platin ·                                                            | 40.000   |

### T.D
| Land/Region               | Auszeichnungen für Musikverkäufe (Land/Region, Auszeichnung, Verkäufe) | Verkäufe |
| ------------------------- | ---------------------------------------------------------------------- | -------- |
| Vereinigte Staaten (RIAA) | Gold                                                                   | 500.000  |
| Insgesamt                 | 1× Gold ·                                                              | 500.000  |

### Am I Dreaming
| Land/Region                  | Auszeichnungen für Musikverkäufe (Land/Region, Auszeichnung, Verkäufe) | Verkäufe |
| ---------------------------- | ---------------------------------------------------------------------- | -------- |
| Australien (ARIA)            | Platin                                                                 | 70.000   |
| Brasilien (PMB)              | Gold                                                                   | 20.000   |
| Frankreich (SNEP)            | Gold                                                                   | 100.000  |
| Polen (ZPAV)                 | Gold                                                                   | 25.000   |
| Vereinigtes Königreich (BPI) | Silber                                                                 | 200.000  |
| Insgesamt                    | 1× Silber · 3× Gold · 1× Platin ·                                      | 415.000  |

### I Smoked Away My Brain
| Land/Region                  | Auszeichnungen für Musikverkäufe (Land/Region, Auszeichnung, Verkäufe) | Verkäufe  |
| ---------------------------- | ---------------------------------------------------------------------- | --------- |
| Österreich (IFPI)            | Gold                                                                   | 15.000    |
| Polen (ZPAV)                 | Platin                                                                 | 50.000    |
| Vereinigte Staaten (RIAA)    | Platin                                                                 | 1.000.000 |
| Vereinigtes Königreich (BPI) | Silber                                                                 | 200.000   |
| Insgesamt                    | 1× Silber · 1× Gold · 2× Platin ·                                      | 1.265.000 |

### Outside All Night
| Land/Region               | Auszeichnungen für Musikverkäufe (Land/Region, Auszeichnung, Verkäufe) | Verkäufe |
| ------------------------- | ---------------------------------------------------------------------- | -------- |
| Vereinigte Staaten (RIAA) | Gold                                                                   | 500.000  |
| Insgesamt                 | 1× Gold ·                                                              | 500.000  |

## Auszeichnungen nach Musikstreamings

### Fuckin’ Problems
| Land/Region     | Auszeichnungen für Musikverkäufe (Land/Region, Auszeichnung, Verkäufe) | Verkäufe  |
| --------------- | ---------------------------------------------------------------------- | --------- |
| Dänemark (IFPI) | Platin                                                                 | 1.800.000 |
| Insgesamt       | 1× Platin ·                                                            | 1.800.000 |

### Wild for the Night
| Land/Region     | Auszeichnungen für Musikverkäufe (Land/Region, Auszeichnung, Verkäufe) | Verkäufe  |
| --------------- | ---------------------------------------------------------------------- | --------- |
| Dänemark (IFPI) | Platin                                                                 | 1.800.000 |
| Insgesamt       | 1× Platin ·                                                            | 1.800.000 |

## Statistik und Quellen
| Land/RegionAuszeichnungen für Musikverkäufe (Land/Region, Auszeichnungen, Verkäufe, Quellen) | Silber       | Gold       | Platin         | Diamant     | Verkäufe   | Quellen              |
| -------------------------------------------------------------------------------------------- | ------------ | ---------- | -------------- | ----------- | ---------- | -------------------- |
| Australien (ARIA)                                                                            | —            | 7× Gold7   | 19× Platin19   | —           | 1.575.000  | aria.com.au          |
| Brasilien (PMB)                                                                              | —            | 2× Gold2   | Platin1        | Diamant1    | 330.000    | pro-musicabr.org.br  |
| Dänemark (IFPI)                                                                              | —            | 3× Gold3   | 12× Platin12   | —           | 825.000    | ifpi.dk              |
| Deutschland (BVMI)                                                                           | —            | 6× Gold6   | —              | —           | 1.150.000  | musikindustrie.de    |
| Frankreich (SNEP)                                                                            | —            | 3× Gold3   | —              | Diamant1    | 583.333    | snepmusique.com      |
| Ecuador (SOPROFON)                                                                           | —            | —          | Platin1        | —           | 6.000      | Einzelnachweise      |
| Griechenland (IFPI)                                                                          | —            | —          | 3× Platin3     | —           | 60.000     | Einzelnachweise      |
| Italien (FIMI)                                                                               | —            | 3× Gold3   | 2× Platin2     | —           | 270.000    | fimi.it              |
| Kanada (MC)                                                                                  | —            | 7× Gold7   | 20× Platin20   | —           | 1.880.000  | musiccanada.com      |
| Mexiko (AMPROFON)                                                                            | —            | Gold1      | —              | —           | 30.000     | amprofon.com.mx      |
| Neuseeland (RMNZ)                                                                            | —            | 4× Gold4   | 41× Platin41   | —           | 1.150.000  | radioscope.co.nz NZ2 |
| Norwegen (IFPI)                                                                              | —            | —          | 3× Platin3     | —           | 180.000    | ifpi.no              |
| Österreich (IFPI)                                                                            | —            | 2× Gold2   | —              | —           | 30.000     | ifpi.at              |
| Polen (ZPAV)                                                                                 | —            | 7× Gold7   | 15× Platin15   | —           | 775.000    | olis.pl              |
| Portugal (AFP)                                                                               | —            | 4× Gold4   | 4× Platin4     | —           | 60.000     | Einzelnachweise      |
| Schweden (IFPI)                                                                              | —            | 3× Gold3   | 2× Platin2     | —           | 140.000    | sverigetopplistan.se |
| Schweiz (IFPI)                                                                               | —            | Gold1      | Platin1        | —           | 35.000     | hitparade.ch         |
| Spanien (Promusicae)                                                                         | —            | Gold1      | Platin1        | —           | 80.000     | elportaldemusica.es  |
| Vereinigte Staaten (RIAA)                                                                    | —            | 27× Gold27 | 59× Platin59   | —           | 72.500.000 | riaa.com             |
| Vereinigtes Königreich (BPI)                                                                 | 10× Silber10 | 4× Gold4   | 7× Platin7     | —           | 7.060.000  | bpi.co.uk            |
| Insgesamt                                                                                    | 10× Silber10 | 86× Gold86 | 191× Platin191 | 2× Diamant2 |            |                      |